# ひょうたん温泉
ひょうたん温泉（ひょうたんおんせん）は、大分県別府市鉄輪の鉄輪温泉にある温泉入浴施設である。1922年（大正11年）創業。

## 沿革
創業者の河野順作は、妻マツがリウマチを罹患したことから、かつて自身の関節炎の治療のために湯治に訪れたことがあった鉄輪温泉に転居。1922年（大正11年）に高温の源泉を掘り当てて、現在のひょうたん温泉に当たる温泉を開いた。この温泉には、ひょうたん型の浴場、滝湯、砂湯、蒸し湯等の施設が設けられ、養老園と名付けられた。
1927年（昭和2年）には、木造7階建て、高さ18mの展望台「瓢箪閣」を建設。この展望台は、本土空襲が激しさを増した第二次世界大戦末期の1945年（昭和20年）5月に、敵の攻撃目標になる恐れがあるとの理由で軍の命令により取り壊され、現存していない。温泉の名称や、浴場、展望台の形状に用いられたひょうたんは、順作が好きだった豊臣秀吉の旗印である千成瓢箪に由来する。
ひょうたん温泉は現在も営業しており、『ミシュラン・グリーン・ガイド・ジャポン』で3つ星を獲得している。また、女湯には創業当初に設けられたひょうたん形の岩風呂が残っている。別府八湯温泉道の温泉殿堂が設けられており、別府市内の88ヶ所の温泉を制覇した湯名人の肖像写真が永年展示される。
なお、順作は、1932年（昭和7年）1月に、鉄輪温泉内で地獄を掘り当て、金龍園（現在の金竜地獄）を開園している。